# Rifat Chadirji
Rifat Chadirji (6. prosince 1926 Bagdád – 10. dubna 2020 Londýn) byl irácký architekt, fotograf, spisovatel a aktivista. Byl často označován jako otec moderní irácké architektury, navrhl více než 100 budov po celé zemi.

## Životopis
Chadirji se narodil v Bagdádu v roce 1926 do vlivné rodiny. Jeho otec, Kamil Chadirji, hrál ústřední roli v iráckém politickém životě jako zakladatel v roce 1946 a poté prezident Národní demokratické strany.
Chadirji studoval architekturu. V roce 1952 se po ukončení postgraduálního studia vrátil do Bagdádu a začal pracovat na tom, co nazýval jako své „architektonické experimenty“. Architektura Rifata Chadirjiho je inspirována charakteristikami regionální irácké architektury a časem prověřenou inteligencí, která je s ní spojena, ale zároveň chtěl sladit tradici se současnými sociálními potřebami.
V kontextu architektury nazýval Chadirji svůj přístup mezinárodním regionalismem. Chadirjiho přístup byl zcela v souladu s cíli moderní bagdádské skupiny, založené v roce 1951, jejíž byl předčasným členem. Tato umělecká skupina se snažila spojit starověké irácké dědictví s moderním uměním a architekturou, aby se vyvinulo irácké estetické umění, které bylo nejen pro Irák jedinečné, ale také ovlivnilo vývoj pan-arabského vizuálního jazyka.
Chadirjiho raná díla byla pevně zakotvena v diskurzu vedeném členy Bagdádské skupiny moderního umění včetně sochařů Jawada Saleema a Mohammeda Ghaniho Hikmata a uměleckého intelektuála Shakira Hassana Al Saida. Jeho návrhy se spoléhaly na abstrakci konceptů a prvků tradičních budov a jejich rekonstrukci do současných podob. Chadirjiho kritici však poukazovali na to, že ačkoliv byl Chadirji soucitný s cíli skupiny, byl v podstatě srdcem modernista.

### Smrt
Chadirji zemřel na covid-19 v Londýně dne 10. dubna 2020 ve věku 93 let. Irácký předseda vlády požádal Mustafu Al-Kadhimiho a iráckého prezidenta Barham Salih aby mu oba vzdali hold.

## Dílo

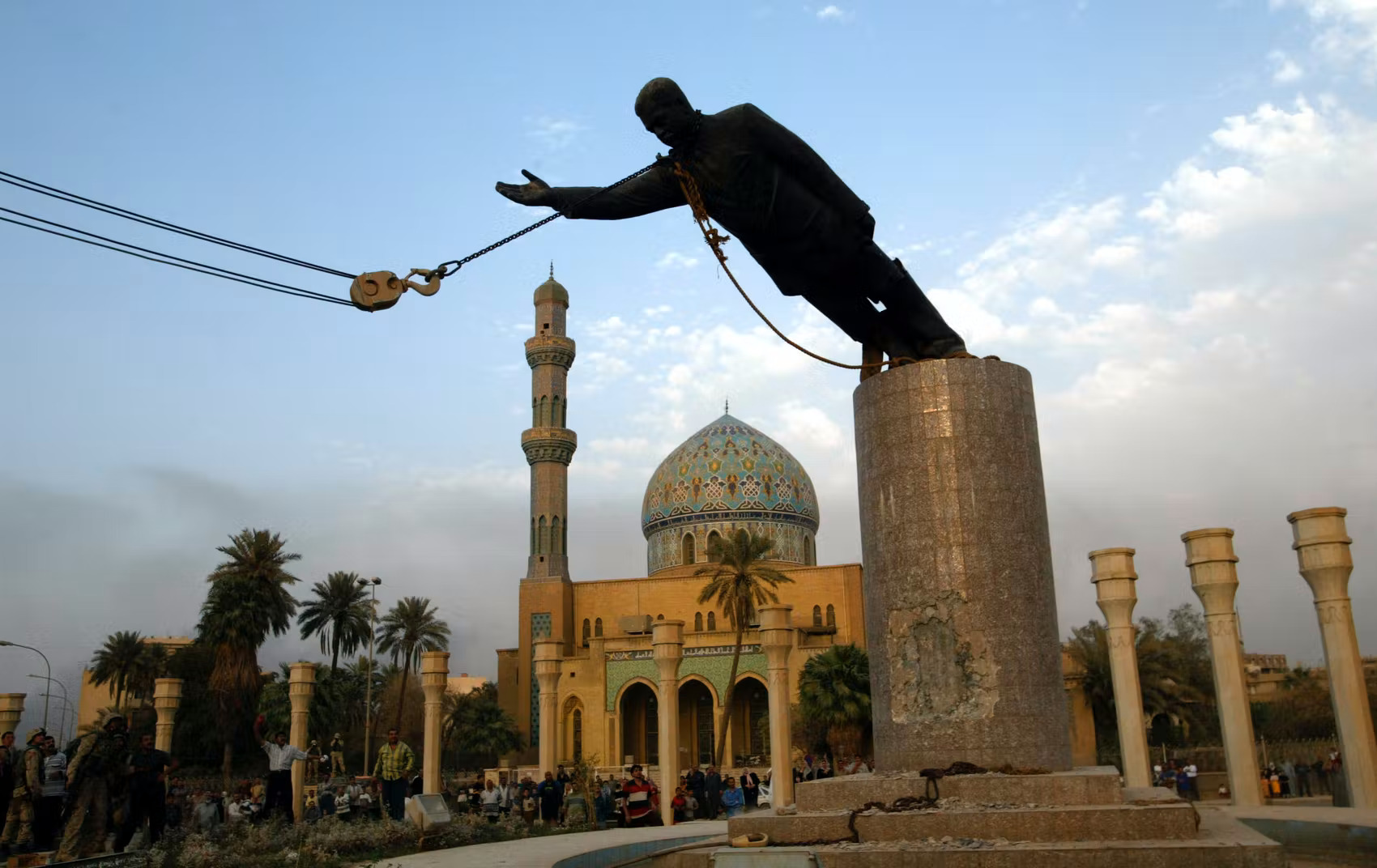
Odstranění sochy Saddáma Husajna

Ačkoli Chadirji navrhl mnoho rezidencí, je nejznámější svými veřejnými pracemi, včetně budov a památek. Jeho památník neznámému vojákovi (1959), popisovaný jako jednoduchá, symbolická, modernistická struktura, byla z al-Fardous Square odstraněna, aby na počátku 80. let vytvořila prostor pro sochu Saddáma Husajna. Náhradní socha byla neslavně zničena a svržena 9. dubna 2003 během přímého přenosu do celého světa, za účasti globálních médií, kteří událost filmovaly a fotografovaly.
| Stavba                                                    | Umístění | Země |
| Ústřední pošta (1975)                                     | Bagdád   | Irák |
| Vila Hamood (1972)                                        | Bagdád   | Irák |
| Národní pojišťovna                                        | Mosul    | Irák |
| Kanceláře a tabákové sklady (1965)                        | Bagdád   | Irák |
| Památník neznámého vojáka (postavený 1959: nahrazen 1983) | Bagdád   | Irák |
| Rezidence Rafiq (1965)                                    | Bagdád   | Irák |

## Galerie

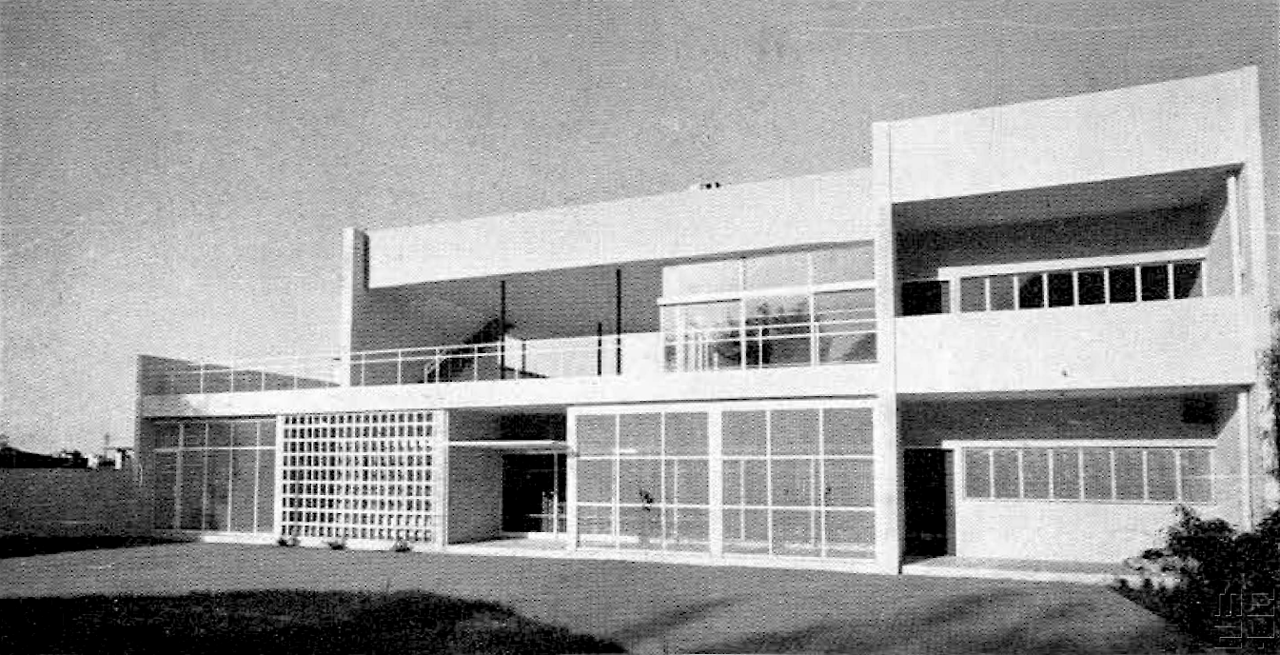
Rezidence Hussaina Jamila, Bagdád, 1953
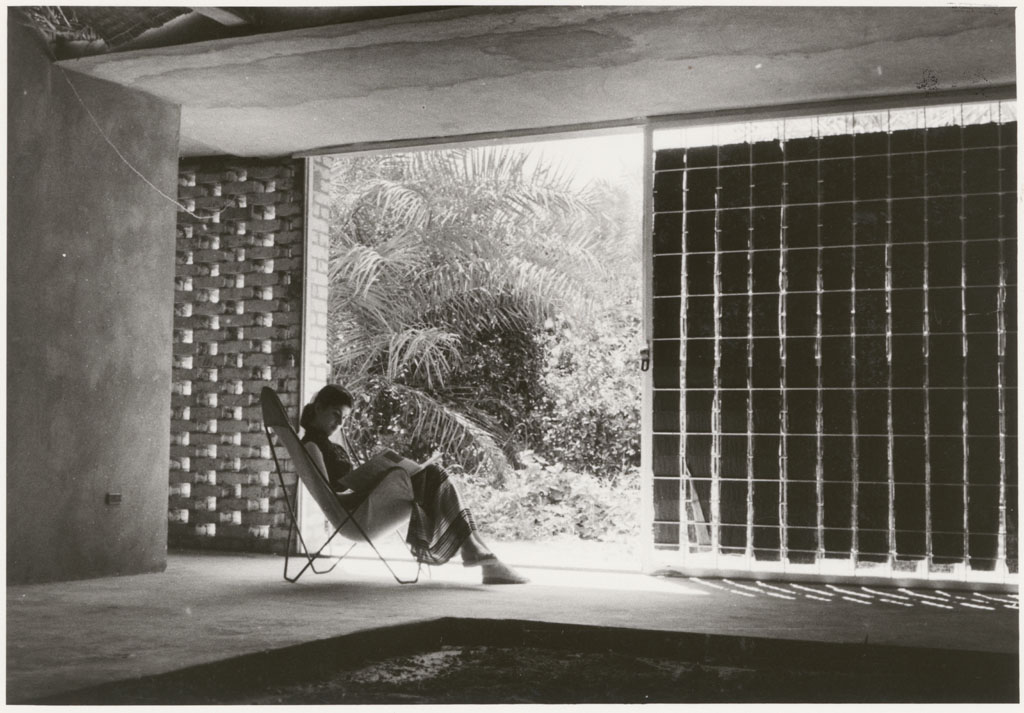
Rezidence Rifata Chadirjia, Bagdád, 1954
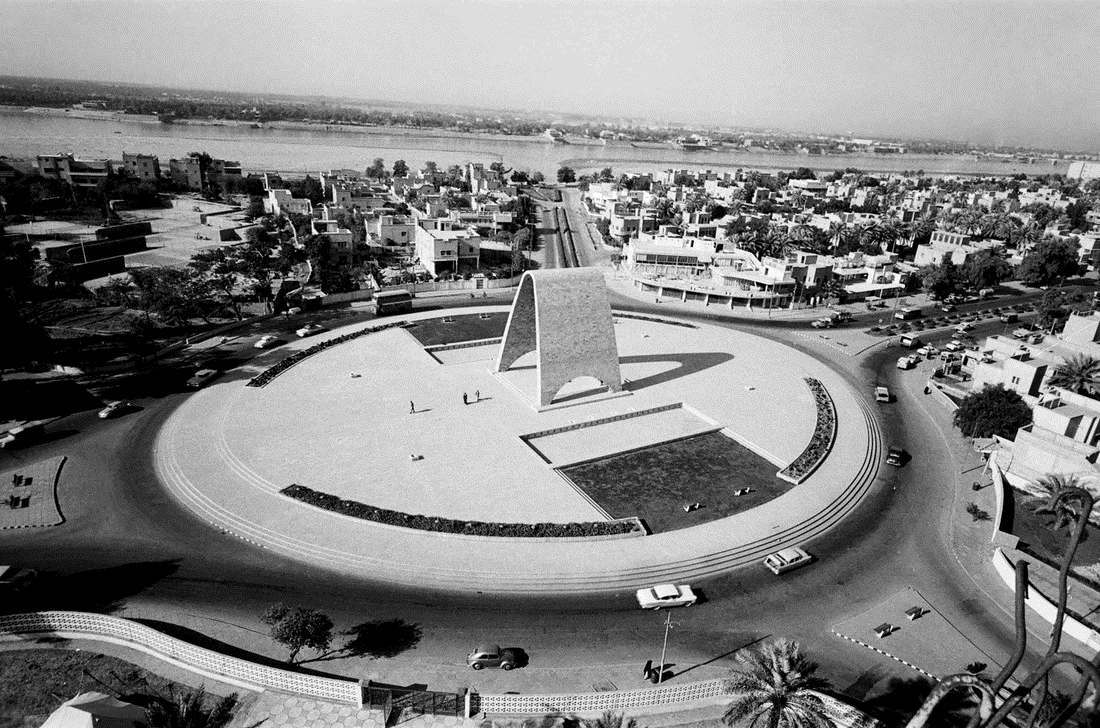
Pomník neznámému vojínu, Bagdád, 1959
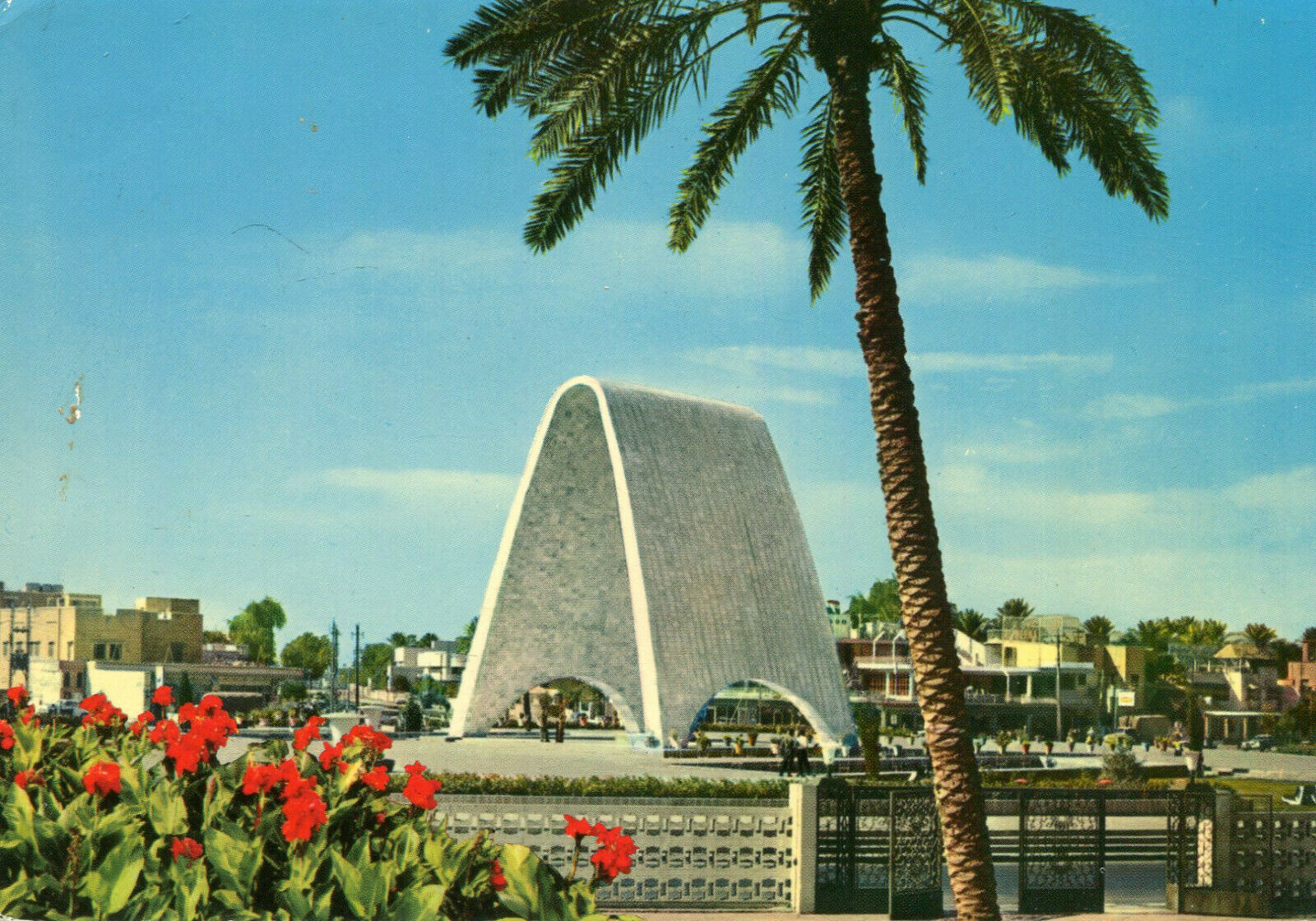
Pomník neznámému vojínu, Bagdád